# Pyratula alpicola
Pyratula alpicola is een muggensoort uit de familie van de Keroplatidae. De wetenschappelijke naam van de soort is voor het eerst geldig gepubliceerd in 2001 door Chandler in Chandler & Blasco-Zumeta.